# Ursula Cantieni

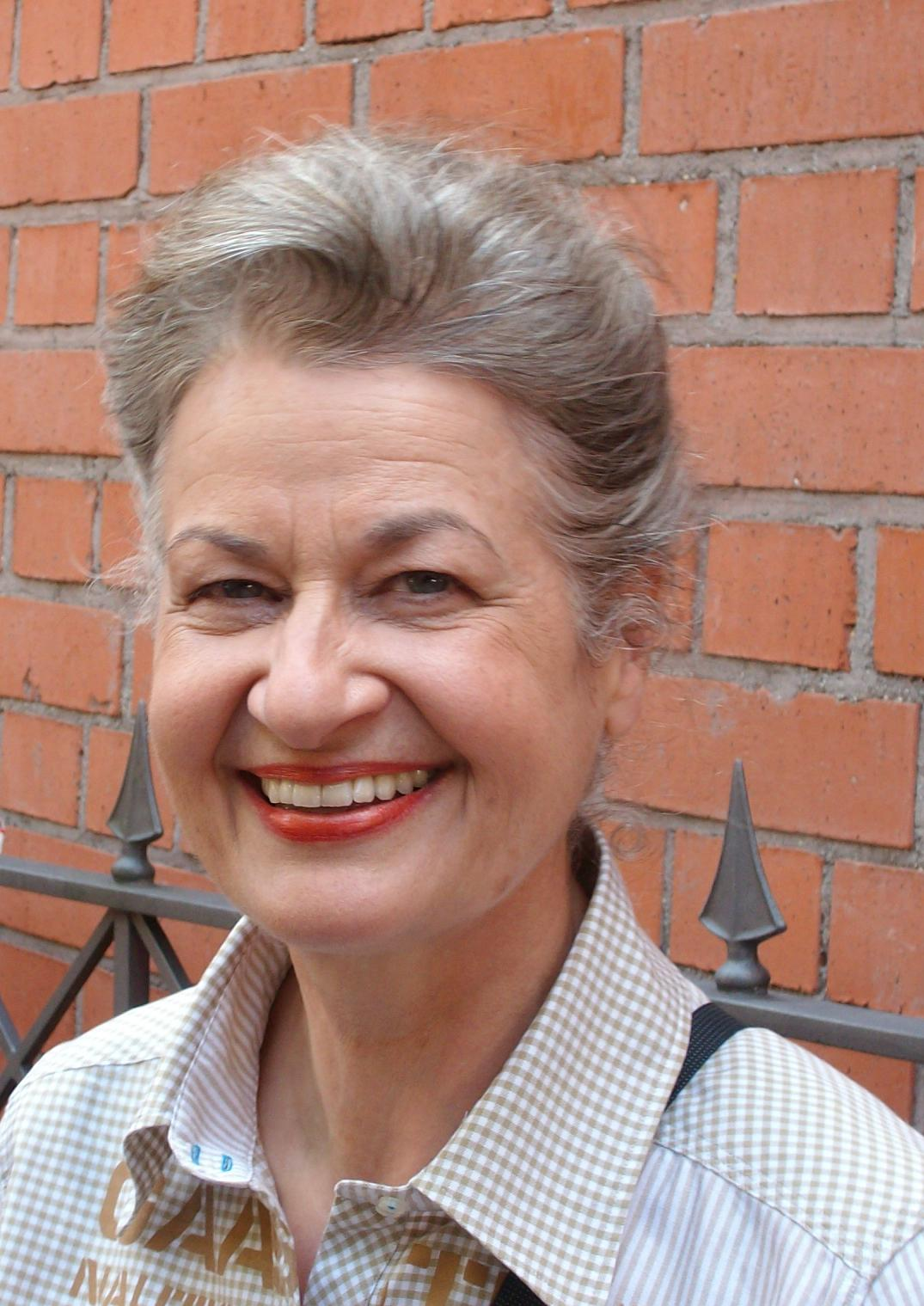
Ursula Cantieni (2009)

Ursula Cantieni (* 5. Dezember 1947 in Zürich; † 15. August 2023 in Baden-Baden) war eine schweizerisch-deutsche Schauspielerin. Bekannt wurde sie ab 1994 vor allem durch ihre Rolle als Johanna Faller in der Fernsehserie Die Fallers – Die SWR Schwarzwaldserie und ab 2003 durch die langjährige Mitwirkung in der Sendung Sag die Wahrheit. Beide Engagements beendete sie im Jahr 2022.

## Leben
Ursula Cantieni war die Tochter des Schauspielers und Dichters Erwin Cantieni und der Sängerin Verena Landolt. Sie wuchs zunächst in Graubünden auf und ging dann in Stuttgart zur Schule, wo sie ihr Abitur ablegte. Nach einer Schauspielausbildung und dem Studium der Sprecherziehung an der Hochschule für Musik und Darstellende Kunst in Stuttgart arbeitete sie als Regieassistentin am Theater und hatte Lehraufträge an Hochschulen. Von 1974 bis 1978 hatte sie eine Professur für Sprechausbildung an der Folkwangschule in Essen.
Ab 1978 war sie als Schauspielerin tätig, bis 1987 in festen Engagements an der Württembergischen Landesbühne in Esslingen am Neckar und am Stadttheater Konstanz. Nachdem sie 1984 in Konstanz die Hauptrolle einer Bäuerin in Thomas Strittmatters Der Polenweiher gespielt hatte, erhielt sie im Folgejahr die gleiche Rolle auch in Nico Hofmanns Verfilmung des Stücks innerhalb der Debütreihe des Südwestfunks, ihrer ersten Filmarbeit. Bis 1992 hatte sie Gastengagements an Theatern in Deutschland, der Schweiz, den Niederlanden und Frankreich. Auch eigene Theater- und Hörspielproduktionen sowie Regiearbeiten folgten in dieser Zeit. Von 1991 bis 1994 leitete sie beim Schweizer Fernsehen (SF DRS) den Bereich Sprechtraining, Moderation und Arbeit vor der Kamera.
Im Jahr 1994 erhielt sie die Hauptrolle der Schwarzwälder Bäuerin Johanna Faller in der Fernsehserie Die Fallers – Eine Schwarzwaldfamilie, die sie zunächst in Baden-Württemberg und später in ganz Deutschland bekannt machte. Im Februar 2022 ließ sie verlauten, dass sie aus persönlichen Gründen nach rund 27 Jahren ihre Mitarbeit an der Serie beenden werde. Da die danach ausgestrahlten Folgen schon lange vorher abgedreht waren, war sie noch das gesamte Jahr in ihrer Rolle zu sehen. In der am 1. Januar 2023 gesendeten 1164. Folge mit dem Titel Letzte Reise starb ihre Figur dann den Serientod.
Im Jahr 2002 erschien ihr Kochbuch Ursula Cantienis Kochgeschichten. Über ihre eigene Website vertrieb sie zudem diverse kulinarische Spezialitäten.
Von 2003 bis 2022 war Cantieni festes Mitglied im Team der Rateshow Sag die Wahrheit.
Im Jahr 2012 erhielt Cantieni die deutsche Staatsbürgerschaft. Sie war seit 1998 mit dem Wissenschaftsjournalisten Markus Hubenschmid verheiratet. Mit ihm machte sie eine mehrjährige Yogalehrer- und Meditationsausbildung, die sie 2019 abschloss.
Zum Abschied ihrer Fernsehtätigkeit sendete der SWR im Dezember 2022 einen Abend mit einem Porträt und einer Sonderfolge der Quizsendung. Anlässlich ihres Todes wurden die beiden Sendungen wiederholt. Ursula Cantieni starb am 15. August 2023 im Alter von 75 Jahren nach schwerer Krankheit in Baden-Baden, wo sie viele Jahre lang gelebt hatte.

## Filmografie
- 1986: Der Polenweiher (Fernsehfilm)
- 1988: Fest im Sattel (Fernsehserie)
- 1989: Der letzte Gast (Fernsehfilm)
- 1994–2023: Die Fallers – Die SWR Schwarzwaldserie (Fernsehserie)
- 1996: Der Fischerkrieg (Fernsehfilm)
- 1997: Tatort – Nahkampf (Fernsehreihe)
- 2003–2022: Sag die Wahrheit (Quizsendung)[7]
- 2004: Utta Danella – Plötzlich ist es Liebe (Fernsehfilm)
- 2004: Ein Mann zum Vernaschen (Fernsehfilm)
- 2005: Mama und der Millionär (Fernsehfilm)
- 2006: Tatort – Gebrochene Herzen
- 2011: Mord in bester Gesellschaft: Der Fluch der bösen Tat
- 2011: Tatort – Das schwarze Haus
- 2020: Nachtgespräche (Kurzfilm)
- 2023: Ursula Cantieni – Die Frau hinter Johanna Faller (Dokumentation)

## Auszeichnungen
- 1980: Beste Hauptrolle beim 13. Internationalen Theaterfestival in Sitges als Geesche in Bremer Freiheit[1]
- 2005: Verdienstmedaille des Landes Baden-Württemberg